# (73668) 1981 EG48
(73668) 1981 EG48 – planetoida z pasa głównego asteroid okrążająca Słońce w ciągu 3,92 lat w średniej odległości 2,48 j.a. Odkryta 6 marca 1981 roku.